# 中国经济科技开发国际交流协会
中国经济科技开发国际交流协会是中华人民共和国经济科技开发国际交流工作者组成的群众性学术团体，是中国科学技术协会主管的社会团体，1994年在北京市成立。